# Caprimulgus donaldsoni
Caprimulgus donaldsoni е вид птица от семейство Caprimulgidae.

## Разпространение
Видът е разпространен в Етиопия, Кения, Сомалия, Судан, Танзания и Южен Судан.